# Thematic Emanation of Archetypal Multiplicity
Albums de Blut aus Nord
The Work Which Transforms God
(2003) MoRT
(2006)
Thematic Emanation of Archetypal Multiplicity est le premier EP du groupe de black metal avant-gardiste français Blut aus Nord. L'EP est sorti en 2005 sous le label Candlelight Records.
Cet EP se démarque pas mal des albums précédents du groupe, en incluant des éléments de dark ambient, de trip hop, de musique expérimentale, industrielle et électronique au style avant-gardiste du groupe, annonçant le style très à part de leur album MoRT, qui sortira l'année suivante, en 2006.

## Liste des morceaux
| 1.    | Enter (The Transformed God Basement) | 4:48 |
| 2.    | Level 1 (Nothing Is)                 | 8:00 |
| 3.    | Level 2 (Nothing Is Not)             | 7:12 |
| 4.    | Level 3 (Nothing Becomes)            | 7:15 |
| 5.    | Exit (Towards the Asylum)            | 1:02 |
| 28:17 |                                      |      |